# 新士麦那比奇
新士麦那比奇（英語：New Smyrna Beach）是美国佛罗里达州沃盧西亞縣下属的一座城市。建立于1887年。面积约为79.7平方公里（约合30.8平方英里）。根据2010年美国人口普查，该市有人口22,464人。论人口在本州排行第95。